# Empresa Petrolífera de Omã

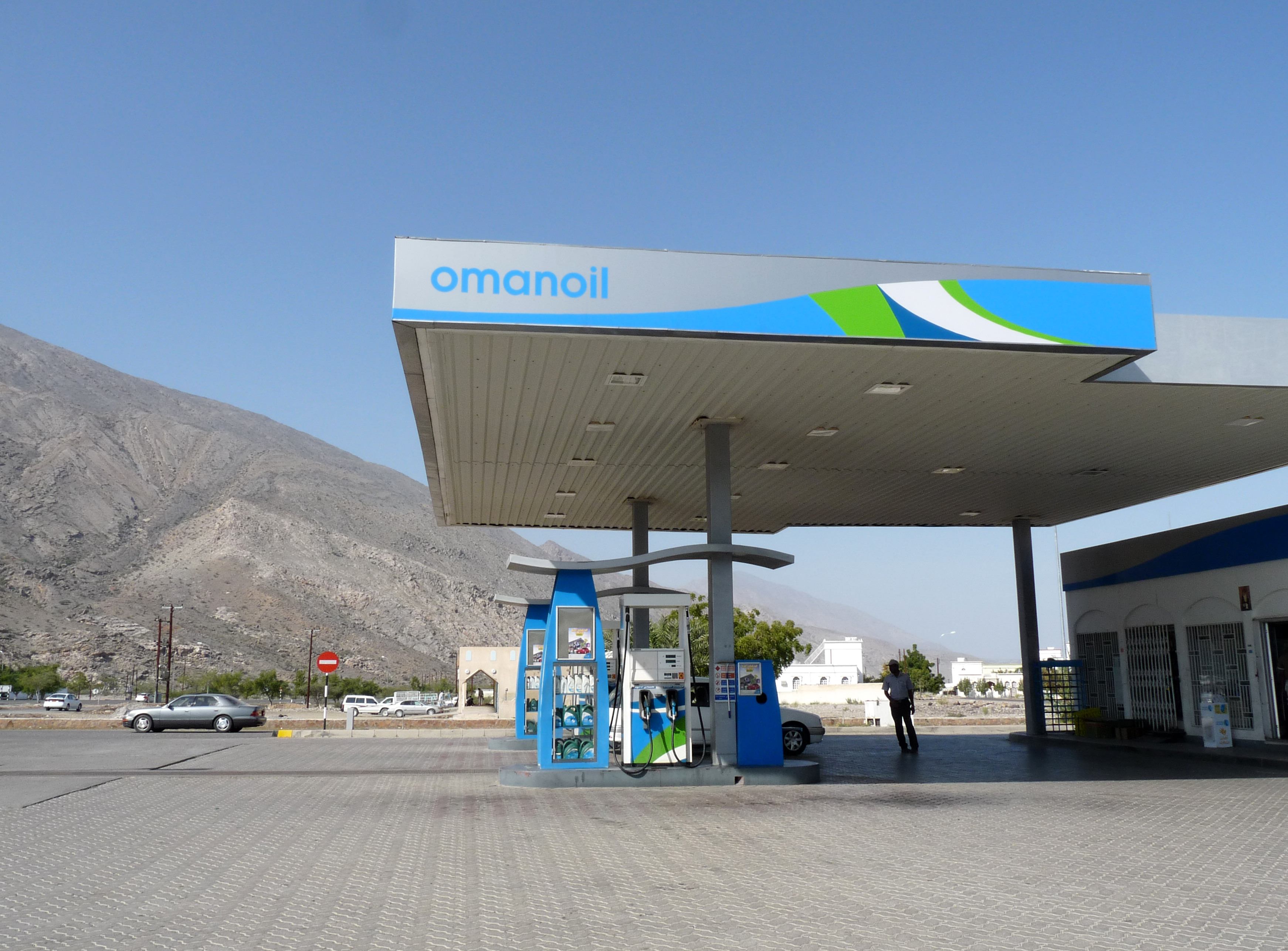
Estação de serviço (Batina)

A Empresa Petrolífera de Omã (inglês: Oman Oil Company S.A.O.C. - OOC) é a segunda maior companhia petrolífera omanense a seguir à Petroleum Development Oman. O projeto de criação de uma segunda companhia surgiu em 1992, a fim de favorecer o investimento privado no Sultanato de Omã e de diversificar a economia. A companhia foi criada oficialmente em 1996.
A Empresa Petrolífera de Omã tem investimentos em projetos petrolíferos e na área da energia em Omã e noutros países, nomeadamente em Portugal com 15% na Redes Energéticas Nacionais e na Hungria na Empresa Petrolífera e de Gás da Hungria. 